# 贾塔奇哈帕尔
贾塔奇哈帕尔（Jata Chhapar），是印度中央邦Chhindwara县的一个城镇。总人口3455（2001年）。

## 人口
该地2001年总人口3455人，其中男性1790人，女性1665人；0—6岁人口409人，其中男214人，女195人；识字率69.46%，其中男性为76.65%，女性为61.74%。